# بخش تلسن
بخش تلسن (به اسپانیایی: Departamento Telsen) یک منطقهٔ مسکونی در آرژانتین است که در استان چوبوت واقع شده‌است. بخش تلسن ۱۹٬۸۹۳ کیلومتر مربع مساحت و ۱٬۷۸۸ نفر جمعیت دارد.